# Cill Dara Crusaders
I Cill Dara Crusaders sono una squadra di football americano, di Kilcock, in Irlanda fondata nel 2012 come North Kildare Reapers; nel 2017 si sono fusi con i South Kildare Soldiers (nati nel 2007 come Edenderry Soldiers, divenuti Midlands Soldiers nel 2009 in seguito alla fusione con i Mullingar Archers), cambiando di conseguenza nome. Hanno vinto la IAFL1 nel 2013 e la IAFL2 nel 2019.

## Dettaglio stagioni

### Tornei nazionali

#### Campionato

##### Shamrock Bowl Conference
| Stagione | regular season | regular season | regular season | regular season | regular season | regular season | playoff | playoff | playoff | playoff | playoff | playoff   | playoff    |
|          | Vin            | Par            | Per            | Tot            | PF             | PS             | Vin     | Per     | Tot     | PF      | PS      | risultato | avversaria |
| -------- | -------------- | -------------- | -------------- | -------------- | -------------- | -------------- | ------- | ------- | ------- | ------- | ------- | --------- | ---------- |
| 2014     | 3              | 0              | 5              | 8              | 132            | 196            | -       | -       | -       | -       | -       | -         | -          |
| 2015     | 3              | 0              | 5              | 8              | 33             | 190            | -       | -       | -       | -       | -       | -         | -          |
| 2016     | 2              | 0              | 6              | 8              | 74             | 254            | -       | -       | -       | -       | -       | -         | -          |
| 2017     | 0              | 0              | 8              | 8              | 12             | 411            | -       | -       | -       | -       | -       | -         | -          |
| Totale   | 8              | 0              | 24             | 32             | 251            | 1051           | -       | -       | -       | -       | -       |           |            |

Fonti: Enciclopedia del Football - A cura di Massimo Mezzetti

##### IAFL1 Conference/Division 1
| Stagione | regular season | regular season | regular season | regular season | regular season | regular season | playoff | playoff | playoff | playoff | playoff | playoff    | playoff    |
|          | Vin            | Par            | Per            | Tot            | PF             | PS             | Vin     | Per     | Tot     | PF      | PS      | risultato  | avversaria |
| -------- | -------------- | -------------- | -------------- | -------------- | -------------- | -------------- | ------- | ------- | ------- | ------- | ------- | ---------- | ---------- |
| 2013     | 6              | 0              | 2              | 8              | 168            | 68             | -       | -       | -       | -       | -       | Campioni   | -          |
| 2016     | 1              | 0              | 7              | 8              | 52             | 188            | -       | -       | -       | -       | -       | -          | -          |
| 2017     | 0              | 0              | 8              | 8              | 97             | 259            | -       | -       | -       | -       | -       | -          | -          |
| 2018     | 2              | 0              | 6              | 8              | 99             | 206            | -       | -       | -       | -       | -       | -          | -          |
| 2022     | 4              | 0              | 4              | 8              | 185            | 158            | 0       | 1       | 1       | 18      | 21      | Semifinale | UL Vikings |
| Totale   | 13             | 0              | 27             | 40             | 601            | 879            | 0       | 1       | 1       | 18      | 21      |            |            |

Fonti: Enciclopedia del Football - A cura di Massimo Mezzetti

##### IAFL2 Conference
| Stagione | regular season | regular season | regular season | regular season | regular season | regular season | playoff | playoff | playoff | playoff | playoff | playoff    | playoff            |
|          | Vin            | Par            | Per            | Tot            | PF             | PS             | Vin     | Per     | Tot     | PF      | PS      | risultato  | avversaria         |
| -------- | -------------- | -------------- | -------------- | -------------- | -------------- | -------------- | ------- | ------- | ------- | ------- | ------- | ---------- | ------------------ |
| 2014     | 1              | 0              | 5              | 6              | 14             | 136            | -       | -       | -       | -       | -       | -          | -                  |
| 2015     | 3              | 0              | 3              | 6              | 97             | 157            | 0       | 1       | 1       | 0       | 48      | IAFL2 Bowl | Belfast Trojans II |
| 2019     | 7              | 0              | 1              | 8              | 214            | 64             | 1       | 0       | 1       | 34      | 26      | Campioni   | Meath Bulldogs     |
| Totale   | 11             | 0              | 9              | 20             | 325            | 357            | 1       | 1       | 2       | 34      | 74      |            |                    |

Fonti: Enciclopedia del Football - A cura di Massimo Mezzetti

##### IAFA DV8 Development League
| Stagione | regular season | regular season | regular season | regular season | regular season | regular season | playoff | playoff | playoff | playoff | playoff | playoff   | playoff    |
|          | Vin            | Par            | Per            | Tot            | PF             | PS             | Vin     | Per     | Tot     | PF      | PS      | risultato | avversaria |
| -------- | -------------- | -------------- | -------------- | -------------- | -------------- | -------------- | ------- | ------- | ------- | ------- | ------- | --------- | ---------- |
| 2008     | 0              | 0              | 6              | 6              | 32             | 282            | -       | -       | -       | -       | -       | -         | -          |
| 2009     | 0              | 0              | 8              | 8              | 6              | 293            | -       | -       | -       | -       | -       | -         | -          |
| Totale   | 0              | 0              | 14             | 14             | 38             | 575            | -       | -       | -       | -       | -       |           |            |

Fonti: Enciclopedia del Football - A cura di Massimo Mezzetti

### Riepilogo fasi finali disputate
| Anno           | Luogo     | Evento           | Fase del torneo | Incontro                                    | Risultato |
| 2 agosto 2015  | Navan     | IAFL2 Conference | IAFL2 Bowl      | Belfast Trojans II - South Kildare Soldiers | 48 - 0    |
| 14 luglio 2019 | Newbridge | IAFL2 Conference | IAFL2 Bowl      | Cill Dara Crusaders - Meath Bulldogs        | 34 - 26   |
| 17 giugno 2022 |           | AFI Division 1   | Semifinale      | UL Vikings - Cill Dara Crusaders            | 21 - 18   |

## Palmarès
- 1 IAFL1 Bowl (2013[1])
- 1 IAFL2 Bowl (2019)